# Attilloncourt
Attilloncourt é uma comuna francesa na região administrativa de Grande Leste, no departamento de Mosela. Estende-se por uma área de 3,37 km². Em 2010 a comuna tinha 104 habitantes (densidade: 30,9 hab./km²).